# Caldera de combustión
Una caldera de combustión es uno de los equipos integrados en las centrales térmicas, destinado a extraer la energía calorífica del combustible y cedérsela al fluido que circula por su interior, agua o vapor.

## Componentes de una caldera típica
Una caldera destinada a la generación de vapor está formada por: 
- Un hogar o cámara de combustión donde se quema el combustible.
- Cambiadores de calor formados por haces de tubos por el exterior de los cuales circulan los gases a alta temperatura cediendo calor al fluido que circula por su interior y que pueden ser agua para calentarla o vaporizarla, o vapor para sobrecalentarlo o recalentarlo. Los principales cambiadores de calor son los economizadores, las pantallas vaporizadoras o paredes de agua, los sobrecalentadores y los recalentadores del vapor.

- Los ceniceros. Son la parte del fondo de la caldera donde se recogen las escorias que posteriormente serán transportadas a un silo de recogida y almacenamiento, están situados en la parte inferior del hogar. Su forma más habitual es la de un tronco de pirámide rectangular invertido.

## Funcionamiento
La caldera está sometida a cambios de temperatura dependientes de la cantidad de fuego que en cada momento alberga el hogar, lo que trae como consecuencia que aquella se contraiga y se dilate en función de los cambios que en ella se efectúen. Es por ello que el hogar esta «colgado» para permitir la dilatación longitudinal de las paredes del hogar. Esto obliga a conectar el cenicero y el hogar mediante un sistema que permita este movimiento , como el cenicero está anclado en el suelo, el referido sistema consiste en un cierre hidráulico, que permite el alargamiento hacia abajo de la caldera, a la vez que la aísla del exterior evitando entradas anormales de aire.
Básicamente los hay de dos tipos 
- Dinámicos en los que hay un sistema para extracción mecánica continua de las cenizas.
- Estáticos que simplemente son una tolva con una abertura en la base y las cenizas caen por gravedad.

El calderín, solo en las calderas con recirculación, cuya misión es separar los fluidos agua vapor. En las calderas de paso único no existe este elemento y por tanto no hay un punto fijo de separación de las fases sino una transformación paulatina. 
Una zona de salida de gases procedentes de la combustión en la que se sitúan una serie de recuperadores de calor desde los sobrecalentadores de vapor para elevar su temperatura por encima de la de saturación hasta los precalentadores de aire que entran en la caldera. 
Los combustibles se introducen en el hogar de manera que alimenten directamente la llama. Esto se realiza en los gaseosos con relativa facilidad, en los líquidos pulverizándolos en forma de gotitas lo más pequeñas posibles y en los sólidos moliéndolos a tamaños muy finos e inyectándolos en la caldera arrastrados mediante una corriente de aire. 
Además de la función primaria de generar vapor, en las calderas actuales, se sobrecalienta el vapor generado hasta una determinada temperatura y en las centrales que operan con ciclo recalentado, se recalienta el vapor que regresa a la caldera después de haberse expandido en las etapas de alta presión de la turbina.

## Diagrama de una caldera

Diagrama de una caldera. El agua llega (8), y pasa por los tubos (9). Calentada por el combustible (llega en 3), se forman burbujas de vapor en estos tubos, y suben al cilindro (7). Luego el vapor pasa (6) por tubos más finos (10), o se recalienta. Por fin, va en la sala de máquinas (5).

| Number | Partes                                      |
| ------ | ------------------------------------------- |
| 1      | Colector de aceite (fondo)                  |
| 2      | Aire para la combustión                     |
| 3      | Inyector de carburante (atomizador)         |
| 4      | Columna de recalentamiento                  |
| 5      | Vapor recalentado hacia la sala de máquinas |
| 6      | Tubo de liberación del vapor                |
| 7      | Cilindro colector de vapor                  |
| 8      | Llegada de agua                             |
| 9      | Burbujas de vapor en formación              |
| 10     | Vapor recalentándose                        |
| 11     | Soporte de la caldera                       |